# 大旗瓣凤仙花
大旗瓣凤仙花（学名：Impatiens macrovexilla）为凤仙花科凤仙花属下的一个种。

## 变种
- 大旗瓣凤仙花原变种 Impatiens macrovexilla var. macrovexilla
- 瑶山凤仙花 Impatiens macrovexilla var. yaoshanensis S.X.Yu, Y.L.Chen & H.N.Qin